# Zapomniana melodia
Pour plus de détails, voir Fiche technique et Distribution.
Zapomniana melodia est un film polonais réalisé par Konrad Tom et Jan Fethke, et sorti en 1938.

## Fiche technique
- Titre : Zapomniana melodia
- Réalisation : Konrad Tom
Jan Fethke
- Scénario : Jan Fethke
Napoleon Sądek
Louis Starski
- Société de Production :
- Musique : Henryk Wars
- Photographie : Jerzy Sten
- Montage : Jerzy Sten
- Costumes :
- Pays d'origine : Pologne
- Format :
- Genre :
- Durée : 87 min
- Date de sortie : 
  - Pologne : 1938

## Distribution
- Helena Grossówna : Helenka Rolicz
- Aleksander Żabczyński : Stefan Frankiewicz
- Antoni Fertner : Bogusław Rolicz, le père d'Helenka
- Michał Znicz : le professeur Frankiewicz
- Jadwiga Andrzejewska : Jadzia
- Władysław Grabowski